# 풍방례
풍방례(馮方禮, ?~?)는 발해의 관리이다.

## 생애
그는 발해의 사신으로서 758년, 견발해사(견고려사)로 양승경, 양태사 등 20여 명과 함께 일본에 파견되었으며, 일본으로부터 종5위하를 받았다.
이후 그를 포함한 사신단에게는 견 40필, 명주실 200구, 면 300둔, 금 4필, 양면 2필, 백라 10필, 채백 40필, 백면 100첩을 선물했다.

## 참고 자료
- 유, 득공 (1784). 《발해고》. 신고(臣考).